# Vodní mlýn U skály
Vodní mlýn U skály v obci Jedlová v Orlických horách v okrese Rychnov nad Kněžnou je vodní mlýn, který stojí na řece Bělá. Je chráněn jako nemovitá kulturní památka České republiky.

## Historie
Mlýn byl postaven v roce 1854. Naproti němu vznikla ještě před začátkem 1. světové války pilníkárna. K roku 1930 je zde uváděna přádelna majitele Josefa Radetzky, ve které pracovalo 19 stavů poháněných vodním kolem. V roce 1945 byla budova zabavena a přidělena Josefu Kohoutovi pro dílnu na opravu elektrických strojů.

## Popis
V roubené budově mlýna se dochovaly zbytky technologického vybavení, u mlýna je patrná terénní stopa bývalého náhonu. Voda na vodní kolo vedla náhonem na dřevěné vantroky a vodní kolo na svrchní vodu (spád 3,9 metru). V době tkalcovny pohánělo vodní kolo transmisi a ta pomocí řemenů 19 tkalcovských stavů a dynamo o výkonu 3,92 kW.